# Ernesto Mora
Pour les articles homonymes, voir Mora.
Mora  Ramírez est un nom espagnol. Le premier nom de famille, en général paternel, est Mora ; le second, en général maternel, souvent omis, est Ramírez.
Ernesto Mora Ramírez, né le 7 novembre 1991 à Pedro Juan Caballero, est un coureur cycliste paraguayen.

## Palmarès et résultats

### Palmarès par année
- 2015
  - 2e du championnat du Paraguay du contre-la-montre
- 2016
  -  Champion du Paraguay du contre-la-montre
- 2017
  - 2e du championnat du Paraguay du contre-la-montre
- 2018
  - 2e du championnat du Paraguay sur route
  - 3e du championnat du Paraguay du contre-la-montre
- 2019
  - 2e du championnat du Paraguay sur route

### Classements mondiaux
| Année            | 2014 |
| ---------------- | ---- |
| UCI America Tour | 407e |